# Pjäsörbäcken
Pjäsörbäcken är ett vattendrag i norra Västerbotten, Skellefteå kommun. Längd cirka 15 kilometer. Pjäsörbäcken mynnar i Kusån (från vänster) i Kågeälvens avrinningsområde, och är Kusåns största biflöde.